# Obwód Straży Granicznej „Sanok”
Obwód Straży Granicznej „Sanok” – jednostka organizacyjna Straży Granicznej pełniąca służbę ochronną na granicy polsko-czechosłowackiej w latach 1929–1939.

## Formowanie i zmiany organizacyjne
Rozkazem nr 7 z 25 września 1929 roku w sprawie reorganizacji i zmian dyslokacji Małopolskiego Inspektoratu Okręgowego komendant Straży Granicznej płk Jan Jur-Gorzechowski określił skład i granice Inspektoratu Straży Granicznej „Sambor”. 
Rozkazem nr 2 z 8 września 1938 roku w sprawie terminologii odnośnie władz i jednostek organizacyjnych formacji, dowódca Straży Granicznej płk Jan Gorzechowski nakazał zmienić nazwę Inspektoratu Granicznego „Sambor” na Obwód Straży Granicznej „Sambor”.
Rozkazem nr 2 z 16 stycznia 1939 roku w sprawie przejęcia odcinka granicy polsko-niemieckiej od Korpusu Ochrony Pogranicza na terenie Mazowieckiego Okręgu Straży Granicznej oraz przekazania Korpusowi Ochrony Pogranicza odcinka granicy na terenie Wschodniomałopolskiego Okręgu Straży Granicznej, komendant Straży Granicznej płk Jan Gorzechowski wydzielił z komendy Obwodu „Jasło” komisariat Straży Granicznej „Jaśliska” przydzielił do Obwodu SG „Sambor”.
Rozkazem nr 2 z 16 stycznia 1939 roku w sprawie przejęcia odcinka granicy polsko-niemieckiej od Korpusu Ochrony Pogranicza na terenie Mazowieckiego Okręgu Straży Granicznej oraz przekazania Korpusowi Ochrony Pogranicza odcinka granicy na terenie Wschodniomałopolskiego Okręgu Straży Granicznej, komendant Straży Granicznej płk Jan Gorzechowski przeniósł siedzibę Obwodu SG „Sambor” do Sanoka.
Rozkazem nr 12 z 14 lipca 1939 roku w sprawie reorganizacji placówek II linii i posterunków wywiadowczych oraz obsady personalnej, komendant Straży Granicznej gen. bryg. Walerian Czuma zniósł posterunek SG „Nowy Zagórz”.
Do 1939 komenda Obwodu Straży Granicznej „Sanok” funkcjonowała w budynku b. domu gminnego Posady Olchowskiej przy. ul. Kazimierza Lipińskiego.

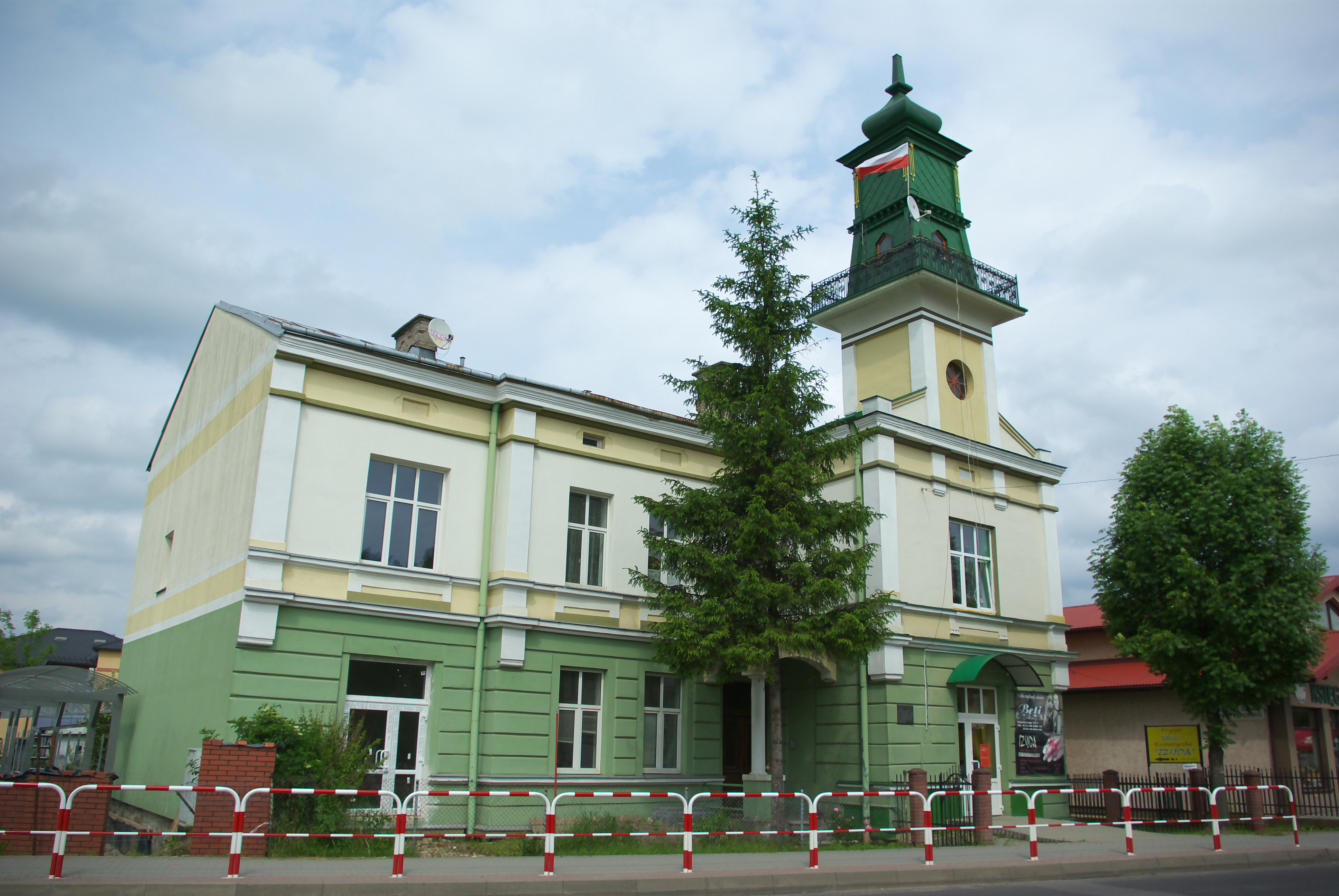
Dom gminny Posady Olchowskiej w Sanoku – siedziba komendy Obwodu SG „Sanok”

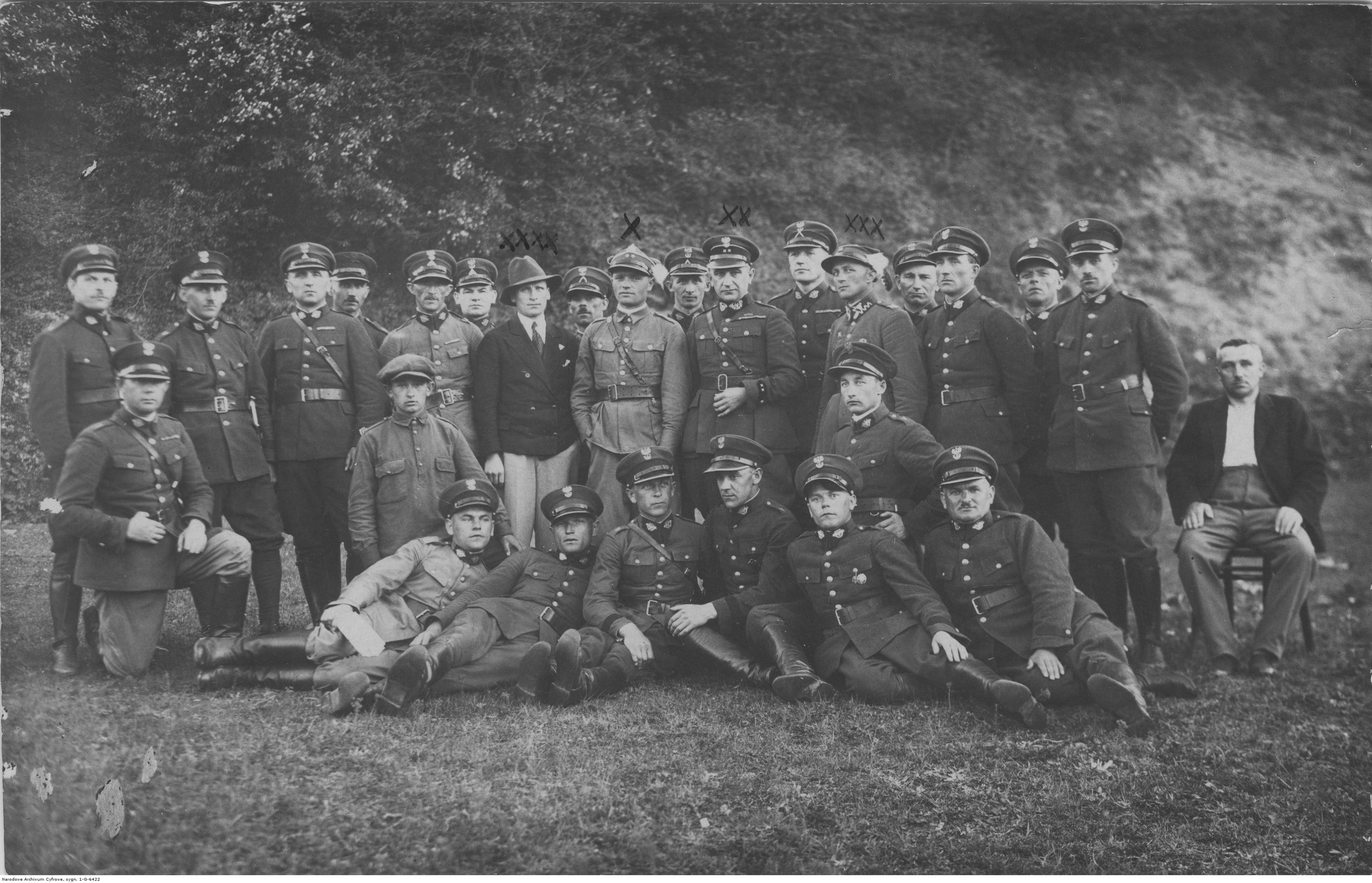
Oddział Straży Granicznej w Sanoku

## Służba graniczna
Sąsiednie inspektoraty:
- Inspektorat Graniczny „Nowy Zagórz” ⇔ Inspektorat Graniczny „Kołomyja” − 1928
- Inspektorat Graniczny  „Jasło” ⇔ Inspektorat Graniczny „Stryj” − 1935[7]
- Obwód Straży Granicznej „Jasło”  ⇔ Obwód Straży Granicznej „Stryj” − 1938[8]

## Funkcjonariusze inspektoratu
Kierownicy/komendanci inspektoratu
| stopień     | imię i nazwisko   | okres pełnienia służby | kolejne stanowisko |
| ----------- | ----------------- | ---------------------- | ------------------ |
| nadkomisarz | Zdzisław Ruciński | 15 II 1939 -           |                    |
| nadkomisarz | Karol Kuraś       | 17 VII 1939 –          | PSZ                |

Oficerowie inspektoratu
- kom. Stanisław Socha

## Struktura organizacyjna
Organizacja inspektoratu we wrześniu 1929:
- komenda − Sambor
- 1/20 komisariat Straży Granicznej „Wola Michowa”
- 2/20 komisariat Straży Granicznej „Dwernik”
- 3/20 komisariat Straży Granicznej „Borynia”
- 4/20 komisariat Straży Granicznej „Smorze”

Organizacja inspektoratu w 1931:
- komenda − Sambor
- Komisariat SG Wola Michowa (47 km)
- Komisariat SG Dwernik (43 km)
- Komisariat SG Borynia (36 km)
- Komisariat SG Smorze (25 km)

Organizacja inspektoratu w 1935:
- komenda − Sambor
- komisariat Straży Granicznej „Komańcza”
- komisariat Straży Granicznej „Dwernik”
- komisariat Straży Granicznej „Borynia”
- komisariat Straży Granicznej „Smorze”

Organizacja obwodu w 1938:
- komenda − Sambor
- komisariat Straży Granicznej „Komańcza”
- komisariat Straży Granicznej „Dwernik”
- komisariat Straży Granicznej „Sianki”
- komisariat Straży Granicznej „Smorze”

Organizacja odwodu w styczniu 1939:
- komenda − Sanok
- komisariat Straży Granicznej „Komańcza”
- komisariat Straży Granicznej „Dwernik”
- komisariat Straży Granicznej „Jaśliska” (Posada Jaśliska)
- komisariat Straży Granicznej „Cisna”